# Ivoorfranjekelkje
Het ivoorfranjekelkje (Lachnum eburneum) is een schimmel behorend tot de familie Lachnaceae. Het leeft saprotroof op kruidachtige planten.

## Kenmerken
De apothecia (vruchtlichamen) hebben witte haren en worden rood. De steel is 0 tot 0,2 mm lang. De ascosporen meten 6-8 × 1-1,5 µm. De parafysen zijn lancetvormig en gesepteerd.

## Verspreiding
In Nederland komt het ivoorfranjekelkje zeer zeldzaam voor.